# Akustiskt membran

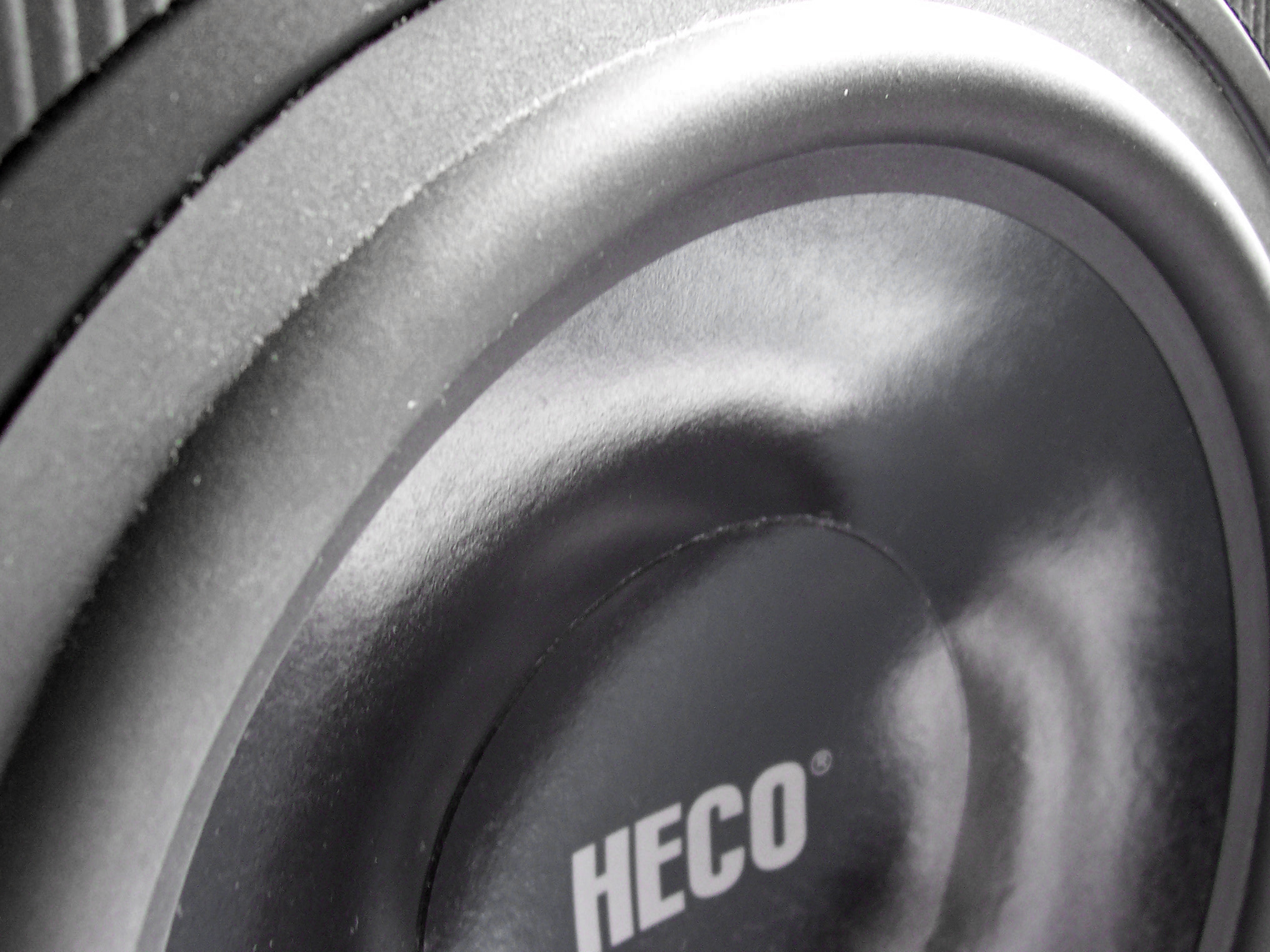
Högtalarmembran

Ett  akustiskt membran är ett tunt skikt som vibrerar. I luften kring membranet uppstår då för örat hörbara ljudvågor. Membran finns till exempel i högtalare.